# Vittorio Mascalchi
Vittorio Mascalchi (Bologna, 5 dicembre 1935 – Forlì, 15 ottobre 2010) è stato un pittore italiano.

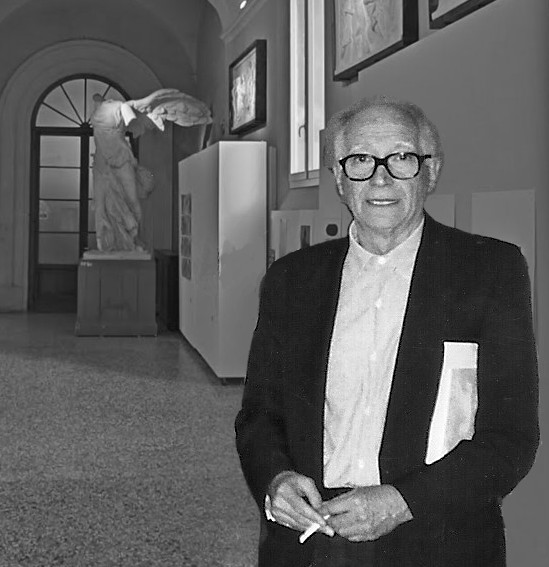
Vittorio Mascalchi

È stato direttore dell'Accademia delle Belle Arti di Bologna.
Prima di iscriversi all'Accademia di Belle Arti nel 1954, intraprende gli studi di architettura a Firenze senza conseguire tuttavia la laurea. Questa scelta è significativa per il fatto di mettere in luce quella vocazione a progettare, a meditare a tavolino - esattamente come farebbe un architetto - che effettivamente affiora in molti momenti della sua carriera.
Un discorso che vale benissimo per chi, nato nel 1935, fa parte a pieni titoli della generazione che sente l'esigenza di mettere da parte la non-progettualità dell'opera alla base della poetica dell'Informale, in favore delle istanze progettuali delle neoavanguardie. Mascalchi infatti si segnala quasi subito, in senso all'Informale, come chi vuole proporsi per la svolta: la sua partecipazione alla mostra 14+2, curata da Franco Lodoli nel 1957 al Circolo di Cultura, va vista proprio nel senso di un'apertura verso esiti che troveranno un pieno sviluppo negli anni sessanta.
Pasini ripercorre criticamente l'opera della prima produzione del Mascalchi:
Nel 1956 Mascalchi visita un'importante mostra di Paul Cézanne in Svizzera, a Zurigo, insieme a Pompilio Mandelli e Giorgio Morandi.
Nel 1957 vince una borsa di studio del Collegio Venturoli.
Nel 1961 Mascalchi tiene la sua prima personale al Circolo di Cultura, esponendo oggetti di matrice duchampiana. Ha infatti avuto modo di conoscere l'opera di Duchamp durante il suo soggiorno parigino.
Nel 1966 presenta i Visioggetti, una serie di opere in cui indaga "il processo della creazione artistica nel suo versante metodologico e ottico percettivo" (Bentini).
Dal 1961 al 1964 e dal 1968 ai primi anni settanta il suo lavoro conosce due interruzioni volute che lo vedono dedicarsi esclusivamente ai versanti della teoria e della didattica. Col nuovo decennio si palesa una matrice concettuale sia nello strumento tradizionale del quadro, dove però Mascalchi opera per interventi minimi, interessando semmai ai fenomeni della percezione visiva, sia con l'uscita da esso nella tridimensionalità, dimostrando di essere in perfetta sintonia con quel carattere elettromorfo, di uno spazio vissuto artisticamente in tutte le sue dimensioni e tipico di un'era in cui tutte le distanze sono abolite, allora chiaramente esemplificato dalla ricerche artistiche di punta.
Da ricordare la collaborazione con Giorgio Celli in Inconscio cibernetico (Parigi - Bologna 1973) e la partecipazione al gruppo della "Nuova Pittura" riunito criticamente da Cortenove (Ferrara, 1973).
Sul finire del decennio Mascalchi, da sperimentatore instancabile, si dimostra molto interessato anche all'utilizzo delle ultime tecnologie, quali il laser grafico, la computer grafica o la videoarte.
Da segnalare le simulazioni e le video-installazioni in collaborazione col Centro Video Arte di Ferrara (Kairos, Androgendroide). Con il ritorno della sua vocazione di pittore a partire dagli anni ottanta, in perfetta sintonia con lo scenario internazionale, rimane tuttavia ancora palese la matrice concettuale del suo lavoro per cui il fenomenismo che egli magari ostenta nel ricreare cortecce di alberi, alla fine palesa un rigore del tutto mentale. Continua inoltre il suo interesse nell'ambito della grafica e dei linguaggi multimediali: vedi la realizzazione virtuale, nel 1996, dell'abside di S. Chiara per la mostra dedicata a Ravenna a Pietro da Rimini.

## Principali mostre personali
- 1961 Galleria di Cultura, Bologna
- 1966 Galleria Ferrari
- 1968 Galleria La Nuova Loggia, Bologna - Galleria dell'Ariete, Milano
- 1974 Galleria La Loggia, Bologna
- 1975 Galleria Il Cavallino, Venezia
- 1976 Galleria Rotta, Genova - Galleria Bologna2, Bologna
- 1977 Galleria Comunale d'Arte Moderna, Alessandria
- 1979 Studio Ennesse - Galleria Tommaseo, Trieste - Gli Attraverso Galleria Pellegrino, Bologna
- 1980 Palazzo dell'Arengo, Rimini
- 1981 Modern Art Gallerie, Vienna
- 1982 Loggetta Lombardesca, Ravenna
- 1983 Palazzo Bonaccorsi, Macerata - Spazia Studi d'Arte, Bologna
- 1984 Saletta Comunale d'Esposizione, Castel San Pietro Terme (Bologna)
- 1987 Centro Mascarella, Bologna
- 1989 Salotto '38 Parco Massari, Ferrara
- 1996 Galleria San Sebastiano, Mantova
- 1999 Alberi, Chiesa in Albis, Russi
- 2000 Vittorio Mascalchi a Cà Ghironda, Zola Predosa (Bologna)
- 2002 Incursione, Pinacoteca Comunale, Pieve di Cento (Bologna)
- 2004 dal tempo...in tempo... C.E.T.R.A Centro Culturale, Castel Bolognese (Bologna)

## Principali mostre collettive
- 1957 Premio Fiorino, Firenze - Premio Morgan's Paint, Rimini - Premio Spoleto - Spoleto
- 1958 VI Biennale città di Gorizia, Gorizia - 45 artisti Astratti, Firenze
- 1959 Premio Spoleto, Spoleto - Premio San Marino, San Marino
- 1966 Prospettive 2, Galleria dei Due Mondi, Roma
- 1967 Biennale di Verona, Verona (premiato)
- 1968 Premio Masaccio, San Giovanni Valdarno (Firenze)
- 1969 Artisti italiani al Museo im.Leona Wyczkowkiego, Bydgoszczy (Cecoslovacchia) - Le due realtà, Galleria d'arte Centro, Milano
- 1970 Arte e critica settanta, Galleria della Sala di Cultura, Modena
- 1971 Premio del Fiorino, Firenze
- 1974 Premio Suzzara, Suzzara (Reggio Emilia) - Butarelli, Mascalchi, Satta, Galleria Morone 6, Milano
- 1975 Galleria la Piramide, Firenze
- 1981 Galleria nazionale d'Arte Moderna, Roma
- 1983 L'Informale in Italia, Galleria d'Arte Moderna, Bologna
- 1988 1988 L'art à Bologne, Museè des Augustins, Toulouse
- 1994 Bologna New York. Sessantaartisti, SpazioItalia, New York
- 1995 Nature d'emozione, Castello di Fiorano (Modena)

| Controllo di autorità | VIAF (EN) 164092558 · ISNI (EN) 0000 0001 1458 261X · SBN CFIV049222 · LCCN (EN) n83141412 · GND (DE) 122100085 |